# 天成 (后唐)
天成（926年6月11日—930年二月）是后唐明宗李嗣源的第一個年号，共计5年。
楚武穆王马殷用该年号（927年六月—930年，天成二年－四年）。马殷927年被后唐册封为楚国王，同年建国，以此计算，天成为马殷的第一个年号。也有按照马殷被后梁封为楚王（907年）时开始计算，则第一个年号为开平。
闽嗣王王延翰、惠宗王延钧亦用此年号（926年四月—930年二月）。
荆南武信王高季兴从926年四月开始用此年号，到928年六月称臣于南吴止。929年五月荆南文獻王高從誨谢罪于后唐，七月复用后唐天成年号（926年四月—928年六月，929年七月—930年正月）。

## 改元
- 同光四年——四月初一，後唐莊宗去世。四月廿八·甲寅（926年6月11日），後唐明宗即位，改元天成元年。[6][7][8]
- 天成五年——二月二十一日，改元長興元年。[9][10][11]

## 纪年對照表
| 天成 | 元年  | 二年  | 三年  | 四年  | 五年  |
| ---- | ----- | ----- | ----- | ----- | ----- |
| 公元 | 926年 | 927年 | 928年 | 929年 | 930年 |
| 干支 | 丙戌  | 丁亥  | 戊子  | 己丑  | 庚寅  |

## 同期存在的其他政权年号
- 中國
  - 順義（921年－927年）：吳—楊溥之年號
  - 乾貞（927年－929年）：吳—楊溥之年號
  - 大和（929年－935年）：吳—楊溥之年號
  - 宝正（926年－931年）：吳越—錢鏐之年號
  - 白龍（925年－928年）：南漢—劉龑之年號
  - 大有（928年－942年）：南漢—劉龑之年號
  - 初曆（925年－926年）：大長和—鄭仁旻之年號
  - 天應（927年）：大長和—鄭隆亶之年號
  - 尊聖（928年－929年）：大天興—趙善政之年號
  - 興聖（929年－930年）：大義寧—楊干真之年號
  - 天顯（926年－938年）：契丹—耶律阿保機、耶律德光之年號
  - 甘露（926年－936年）：東丹—耶律倍之年號
  - 同慶（912年－966年）：于闐—尉遲烏僧波之年號
- 朝鮮半島
  - 天授（918年－933年）：高麗—高麗太祖王建之年號
- 日本
  - 延長（923年－931年）：醍醐天皇之年号

## 深入閱讀
- 李崇智. . 北京: 中華書局. 2004年12月. ISBN 7101025129.
- 鄧洪波. . 臺北: 國立臺灣大學東亞經典與文化研究計劃. 2005年3月  [2022-01-03]. ISBN 9789860005189. （原始内容 (pdf)存档于2007-08-25）.

## 參看
- 中國年號索引
- 其他政权使用的天成年号

| 前一年號： 同光 | 后唐年号 | 下一年號： 长兴 |

| 前一年號： 同光 | 马楚年号 | 下一年號： 长兴 |

| 前一年號： 同光 | 闽年号 | 下一年號： 长兴 |

| 前一年號： 同光 | 荆南年号 | 下一年號： 乾貞 |

| 前一年號： 乾貞 | 荆南年号 | 下一年號： 长兴 |